# 기타가와 히카루
기타가와 히카루(일본어: 北川 ひかる, 1997년 5월 10일 ~ )는 일본의 여자 축구 선수이다.

## 국가대표팀 경력
2014년 FIFA U-17 여자 월드컵에 출전, 우승에 기여했다. 2016년 FIFA U-20 여자 월드컵에도 출전, 3위.
그녀는 2017년 알가르브컵에 참가할 일본 국가대표팀에 발탁되었으며, 3월 1일 스페인와의 경기에서 데뷔했다. 2017년 EAFF E-1 풋볼 챔피언십 준우승, 2022년 EAFF E-1 풋볼 챔피언십 우승. 2024년 하계 올림픽에도 출전했다.

## 통계
| 일본 | 일본 | 일본 |
| 연도 | 출전 | 득점 |
| ---- | ---- | ---- |
| 2017 | 5    | 0    |
| 2018 | 0    | 0    |
| 2019 | 0    | 0    |
| 2020 | 0    | 0    |
| 2021 | 0    | 0    |
| 2022 | 1    | 0    |
| 2023 | 0    | 0    |
| 2024 | 8    | 2    |
| 통산 | 14   | 2    |